# Saint-Lys radio
Pour les articles homonymes, voir Lys.

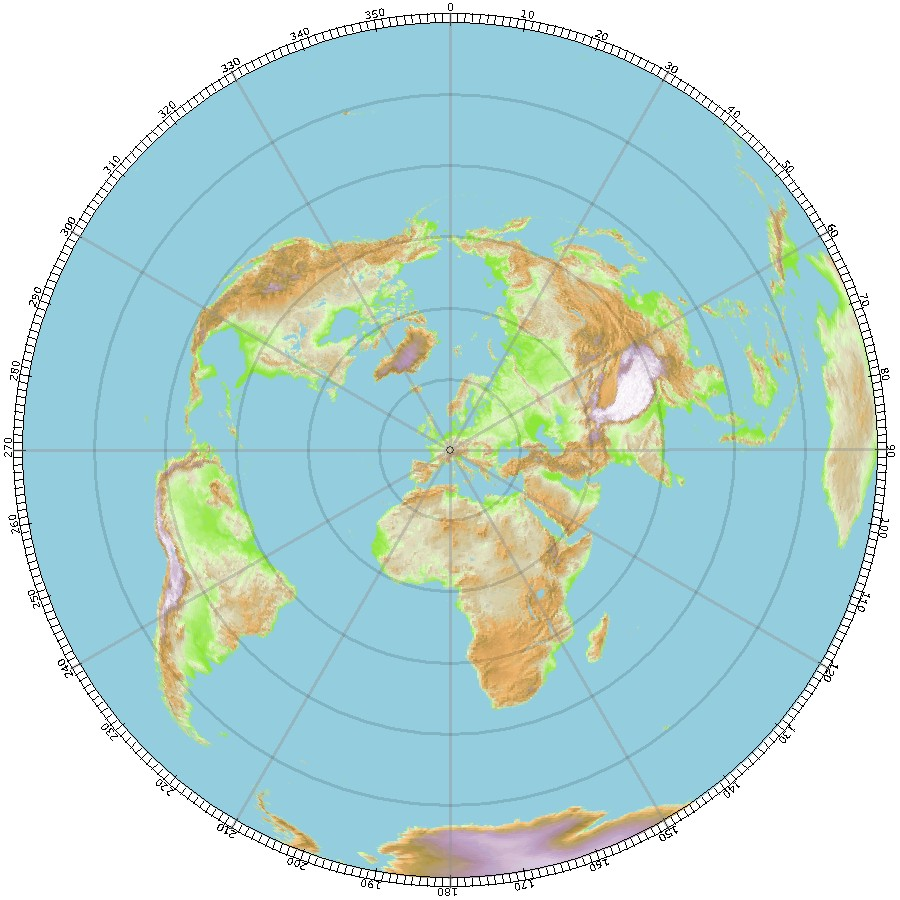
Carte azimutale.

Saint-Lys radio est une ancienne station de radio maritime en ondes décamétriques, installée sur les communes de Saint-Lys (centre de réception) et de Vernet (centre émetteur) dans le département de la Haute-Garonne, en France. Lancée en 1948, elle cesse d'émettre le vendredi 16 janvier 1998 à 20 h. Les PTT puis France Télécom étaient l'exploitant de Saint-Lys radio qui permettait les liaisons radios avec les navires en mer et avec les aéronefs. La station assurait des bulletins météorologiques. Elle permettait les radiotélécommunications de catastrophe pour les organisations intervenant sur une catastrophe internationale. Elle permettait la demande d'aide médicale par radios ondes décamétriques au SAMU de Toulouse. La station Saint-Lys radio est à ce jour fermée.

## Historique
Pendant la Seconde Guerre mondiale, la station radio en ondes hectométriques et décamétriques Saintes Maries TSF indicatif (radio) FFS est détruite par fait de guerre. En 1945, elle est remplacée provisoirement en bandes décamétriques par la station Boulogne Radio FFB.
Saint-Lys radio débute ses essais dès 1948, avant d'entrer en exploitation dès 1952, en remplacement de Boulogne Radio FFB.
Après cinquante ans de bons et loyaux service, la station voit son existence remise en cause par l'évolution des technologies. Elle cesse d'émettre en radiotélégraphie le 31 décembre 1996, puis en radiotéléphonie le vendredi 16 janvier 1998 à 20 h.

Le vendredi 16 janvier 1998, juste avant 20 h, c'est avec une certaine émotion que Jeanne, opératrice, annonce l'arrêt définitif de St-Lys radio. Le dernier message est ainsi diffusé : 
« cq cq cq de FFL à toutes les stations.
Après cinquante ans de service, la station de Saint-Lys va stopper définitivement ses émissions avec les navires du monde entier. La technologie a évolué, amenant confort, confidentialité et sécurité dans le monde des communications. Saint-Lys a servi les marins de tous les pays et le monde de la mer. Les opérateurs tiennent à exprimer à tous leur émotion à l’occasion de ce dernier message. Cependant, le service continue auprès des autres stations, et notamment auprès de la station belge d’Oostende-radio, de la station suisse de Berne-radio et de la station monégasque de Monaco-radio. Les avis urgents aux navigateurs continueront d’être diffusés sur les mêmes fréquences. Les opérateurs de Saint-Lys radio vous donnent rendez-vous sur les réseaux de l’avenir. »
En 2019, ne subsiste qu'une ancienne antenne conservée sur pylône parmi les 120 existant alors.

## Service maritime
Saint-Lys radio indicatif radio FFL et FFT en ondes courtes dans les bandes : 4 MHz • 6 MHz • 8 MHz • 12 MHz • 16 MHz • 22 MHz • (26 MHz,.), travaillait :
- en radiotélégraphie de (1948 à 1996) (1948 à 1952 en essai, secondant Boulogne radio FFB) ;
- en radiotélex ;
- en radiotéléphonie en AM de 1952 à 1978 et en USB J3E de 1978 à 1998.

### Radiotélégraphie

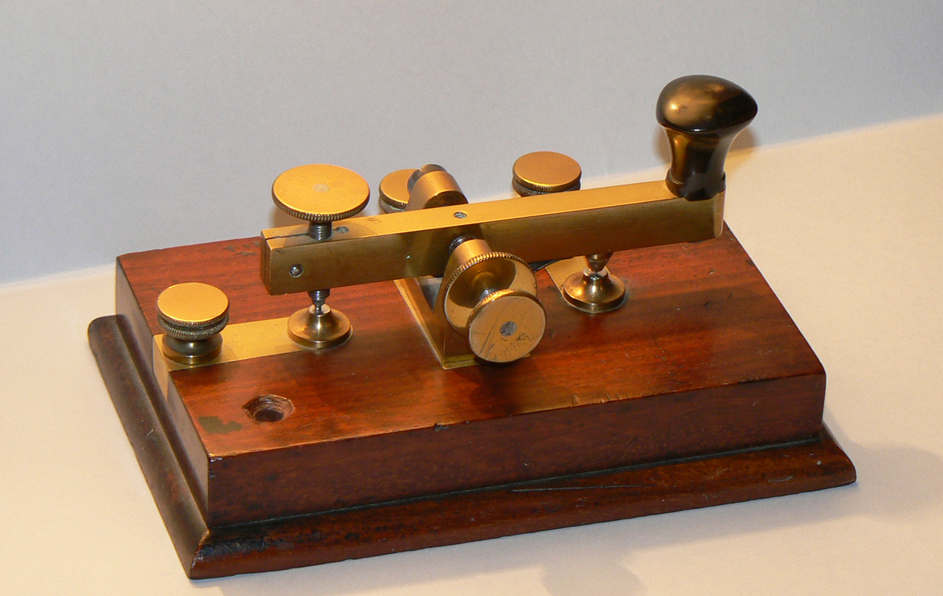
Manipulateur morse.

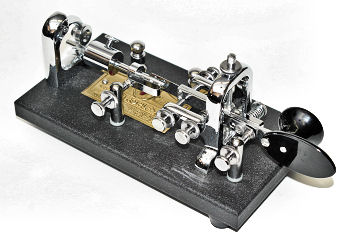
Manipulateur radiotélégraphique Vibroplex à grande vitesse (30 mots par minute).

Tableau radiotélégraphique de Saint-Lys radio avec une puissance de 10 kW avant la fermeture (le 15 décembre 1996.
| Indicatif d'appel | Horaire          | Fréquence de St Lys, écoute des navires | Fréquence des navires, écoutée par St Lys |
| ----------------- | ---------------- | --------------------------------------- | ----------------------------------------- |
| FFL2              | selon le trafic  | 4328,0 kHz                              | 4184,0 à 4184,5 kHz                       |
| FFL3              | selon le trafic  | 6421,5 kHz                              | 6276,0 à 6276,5 kHz                       |
| FFL4              | 24H sur 24H      | 8522,5 kHz                              | 8368,0 à 8369,0 kHz                       |
| FFL4              | en cas de besoin | 8550,0 kHz                              |                                           |
| FFL6              | selon le trafic  | 12912,6 kHz                             | 12552,0 à 12553,5 kHz                     |
| FFL6              | en cas de besoin | 13073,8 kHz                             |                                           |
| FFL8              | selon le trafic  | 17027,0 kHz                             | 16736,0 à 16738,0 kHz                     |
| FFL8              | en cas de besoin | 16947,6 kHz                             |                                           |
| FFL4              | selon le trafic  | 22509,0 kHz                             | 22280,5 à 22281,0 kHz                     |

### Radiotélex
Tableau des fréquences principales en radiotélex de Saint-Lys radio avant la fermeture.
| Indicatif d'appel | Canal UIT | Fréquence de St Lys, écoute des navires | Fréquence des navires, écoute par St Lys |
| ----------------- | --------- | --------------------------------------- | ---------------------------------------- |
| FFT21             | 405       | 4212,5 kHz                              | 4174,5 kHz                               |
| FFT31             | 614       | 6320,5 kHz                              | 6269,5 kHz                               |
| FFT41             | 808       | 8420,0 kHz                              | 8380,0 kHz                               |
| FFT61             | 1207      | 12582,5 kHz                             | 12480,0 kHz                              |
| FFT81             | 1608      | 16810,5 kHz                             | 16687,0 kHz                              |
| FFT91             | 2204      | 22378,0 kHz                             | 22286,0 kHz                              |

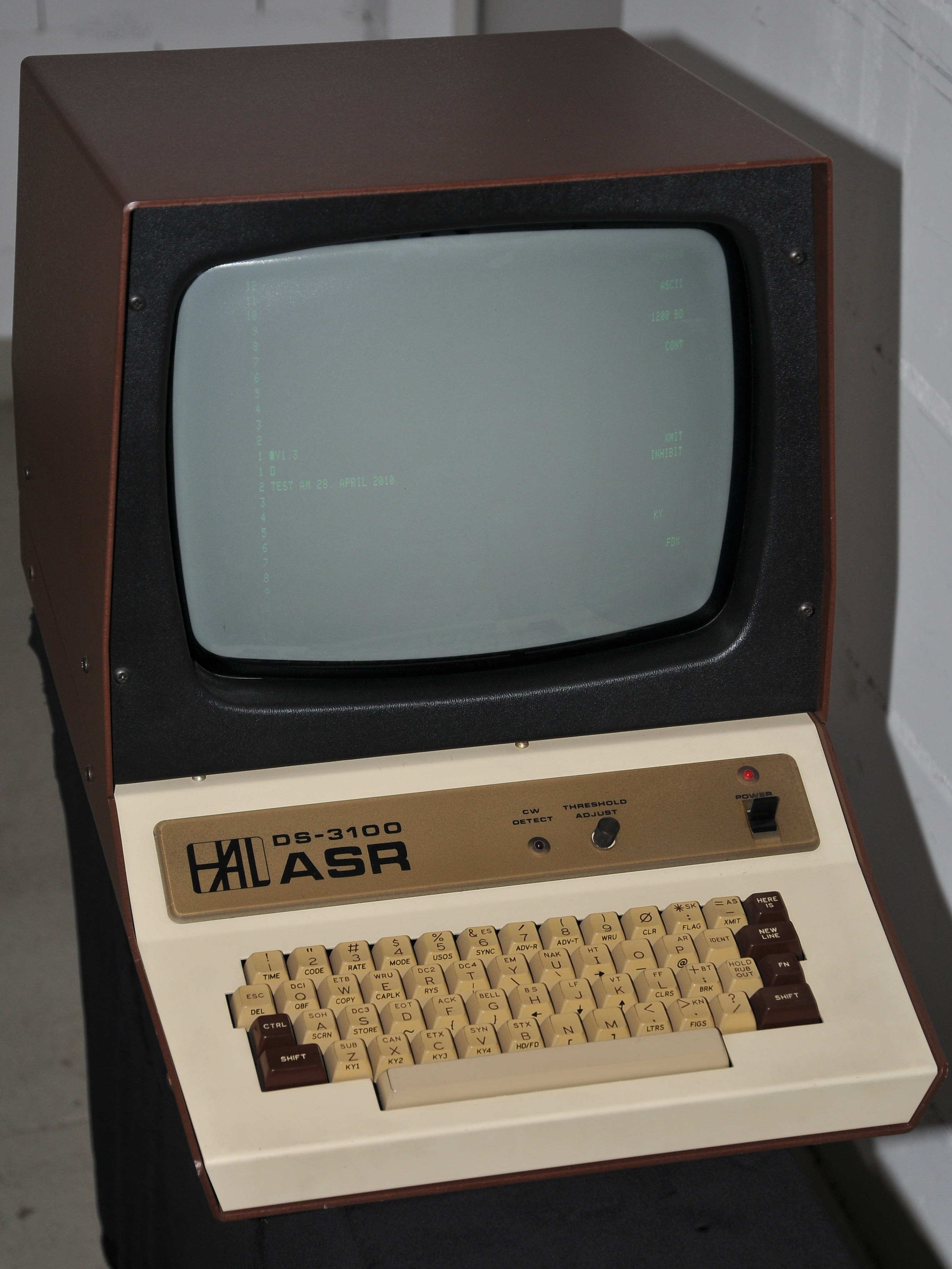
Terminal radiotélex 1980

Ces fréquences principales étaient utilisées en mode Broadcast avec une puissance de 10 kW pour la diffusion des listes de trafic, avis de tempête et avurnav. Sur les fréquences principales des 6, 8 et 12 MHz étaient diffusés les bulletins météo. D'autres canaux de dégagement étaient utilisés pour écouler le trafic radiotélex de longue durée entre Saint-Lys radio et un navire

### Radiotéléphonie
Tableau des fréquences principales en radiotéléphonie de Saint-Lys radio avant la fermeture.
| Indicatif d'appel | Canal UIT | Fréquence d'émission de St Lys, écoutée par les navires                                                      | Fréquence d'émission des navires, écoutée par Saint-Lys radio                                                                      |
| ----------------- | --------- | --- | --- |
| FFL               | 404       | 4 366 kHz 10 kW antenne omnidirectionnelle ou à la demande du navire sur une antenne directive type losange  | 4 074 kHz puissance entre 250 W à 1,5 kW antenne du navire et pour la réception à Saint-Lys antenne directive en forme de losange  |
| FFL               | 605       | 6 513 kHz 10 kW antenne omnidirectionnelle ou à la demande du navire sur une antenne directive type losange  | 6 212 kHz puissance entre 250 W à 1,5 kW antenne du navire et pour la réception à Saint-Lys antenne directive en forme de losange  |
| FFL               | 830       | 8 806 kHz 10 kW antenne omnidirectionnelle ou à la demande du navire sur une antenne directive type losange  | 8 282 kHz puissance entre 250 W à 1,5 kW antenne du navire et pour la réception à Saint-Lys antenne directive en forme de losange  |
| FFL               | 1226      | 13 152 kHz 10 kW antenne omnidirectionnelle ou à la demande du navire sur une antenne directive type losange | 12 305 kHz puissance entre 250 W à 1,5 kW antenne du navire et pour la réception à Saint-Lys antenne directive en forme de losange |
| FFL               | 1628      | 17 323 kHz 10 kW antenne omnidirectionnelle ou à la demande du navire sur une antenne directive type losange | 16 441 kHz puissance entre 250 W à 1,5 kW antenne du navire et pour la réception à Saint-Lys antenne directive en forme de losange |
| FFL               | 2226      | 22 771 kHz 10 kW antenne omnidirectionnelle ou à la demande du navire sur une antenne directive type losange | 22 075 kHz puissance entre 250 W à 1,5 kW antenne du navire et pour la réception à Saint-Lys antenne directive en forme de losange |

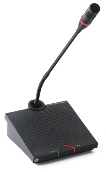
Microphone

Ces fréquences principales étaient utilisées en mode J3E (USB) avec 10 kW pour la diffusion des listes de trafic, avis de tempête et avurnav. Sur ces fréquences principales étaient diffusés les bulletins météo. D'autres canaux de dégagement étaient utilisés pour écouler le trafic en radiotéléphonie de longue durée entre Saint-Lys radio et un navire (jusqu'à 6 canaux de dégagement dans chaque bande).
L'écoute se faisait sur 22 antennes (soutenues par 4 pylônes par antenne), les 22 antennes antennes sont commutées depuis la console de l'opérateur à Saint-Lys radio. 

L'émission se faisait sur 6 antennes omnidirectionnelles accordées pour chaque bande de fréquence : 4, 6, 8, 12, 16 et 22 MHz et sur 14 antennes directives en forme de losange.

## Saint-Lys radio avec d'autres services

### Service avec les compétitions nautiques
Soutien et gestion des radiotélécommunications (sur les canaux maritimes de Saint-Lys radio) en ondes décamétriques pour les courses transatlantiques, les épreuves nautiques en hautes mers. Route du Rhum, Vendée Globe, Velux 5 Oceans, Trophée Jules-Verne, Solitaire du Figaro...
(Les opérateurs radio sont titulaires d'un certificat d’opérateur radio maritime).

### Service avec les expéditions
Soutien et gestion des radiotélécommunications (sur les canaux maritimes de Saint-Lys radio) en ondes décamétriques pour les expéditions françaises à l'étranger.
(L'opérateur radio de l'expédition est titulaire d'un certificat d’opérateur radio maritime).

### Service avec l'aide humanitaire
Soutien et gestion des radiocommunications de catastrophe (sur les canaux maritimes de Saint-Lys radio) en ondes décamétriques pour les organisations de secours donc les équipes de l'Unité Nationale d'Intervention Rapide de la Croix-Rouge Française intervenant sur une catastrophe internationale.
(L'opérateur radio de l'organisation de secours est titulaire d'un certificat d’opérateur radio maritime).

## Service aéronautique
Le service aéronautique, ouvert par France Télécom, permettait aux aéronefs pourvus d'équipements d'émission et de réception H.F. (ondes décamétriques), d'obtenir des communications avec un abonné au réseau téléphonique public en France ou à l'étranger.

Les avions moyens courriers et longs courriers d'Air France, UTA et Air Afrique donnaient les étapes de leurs vols à Saint Lys radio : décollage, atterrissage, quelques positions pendant le vol et des avaries pendant le vol.

Le service aéronautique permettait l'assistance médicale en radiotéléphonie (par le SAMU de Toulouse) aux personnels intervenant pour un voyageur malade ou blessé dans l'avion.

### Radiotéléphonie
Moyens mis en œuvre par le Centre de Saint-Lys :
- Une veille permanente des 6 fréquences principales est effectuée au moyen de récepteurs  en USB J3E : 4 856 kHz • 6 637 kHz • 8 800 kHz • 13 351 kHz • 17 916 kHz • 21 940 kHz •
- Un ensemble réception de 6 antennes omnidirectionnelles de type Carré Gouriaud de quatre brins demi-onde disposés en carré horizontal donc le diagramme sur le plan horizontal ressemble à un cercle, et de 22 antennes directionnelles type antenne Rhombic sous forme d’un losange à côtés égaux permet d'accroître sensiblement le niveau et la qualité de la réception de l'aéronef, quelle que soit sa position dans l'espace aérien.
- Un groupe d'émetteurs à bande latérale unique de 6 kW de puissance.

La liaison radiotéléphonique est établie en alternat émission/réception.
- Fréquences principales pour l'appel en USB J3E : 4 856 kHz • 6 637 kHz • 8 800 kHz • 13 351 kHz • 17 916 kHz • 21 940 kHz •
- Fréquences de dégagement étaient utilisés pour écouler le trafic radiotéléphonie de longue durée entre Saint-Lys radio et un aéronef (donc les communications avec un abonné au réseau téléphonique) toujours en USB J3E : 4 853 kHz • 11 351 kHz • 14 426 kHz • 17 543 kHz • 19 666 kHz • 20 447 kHz •

### Appel automatique
L'appel automatique sur les fréquences : 4 856 kHz, 6 637 kHz, 8 800 kHz, 13 351 kHz, 17 916 kHz, 21 940 kHz.
- AEROCALL (sens avion/terre), permet d'informer automatiquement la station de Saint-Lys qu'une demande de liaison émane d'un aéronef en indiquant la fréquence et l'antenne à sélectionner.
- SELCALL (sens terre/avion), permet l'appel de l'avion grâce à un code alphabétique de 4 lettres (parmi 16) qui déclenche une alarme visuelle et auditive à bord.

## Service diplômes

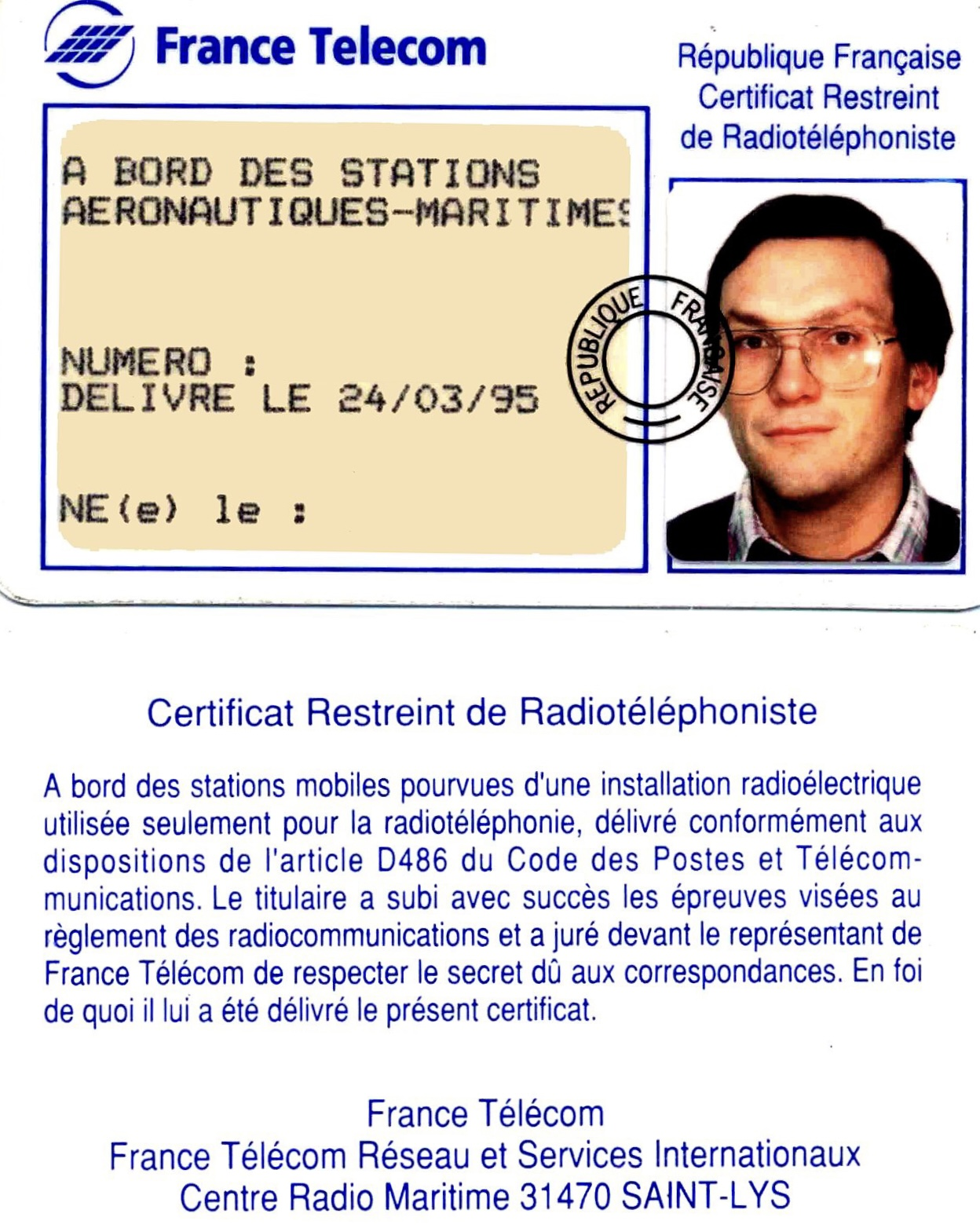
Certificat restreint de radiotéléphoniste aéronautiques-maritimes.

Pour le compte de l'État et conformément aux recommandations de l'UIT, le service diplômes à Saint-Lys radio (France Télécom Réseau et Services Internationaux) gérait et imprimait les diplômes d'opérateurs radios : 
- Le certificat restreint de radiotéléphoniste du service fluvial (du réseau des voies navigables : fleuves, rivières, canaux, lacs et étangs).
- Le certificat restreint de radiotéléphoniste du service mobile aéronautique ([13] ).
- Le certificat restreint de radiotéléphoniste du service mobile aéronautique-maritime (depuis les aéronefs en vol au-dessus des océans), depuis les hydravions ou (sur les navires équipés d’une station radioélectrique sur 121,500 MHz et 123,1 MHz[14] ).
- Le certificat général d’opérateur des radiocommunications  (Chef de poste tous navires).
- Le certificat d’opérateur radiotélégraphiste de première classe  (Chef de poste tous navires).
- Le certificat d’opérateur radiotélégraphiste de deuxième classe  (Chef de poste cargo, bateaux de pêche et radiotélégraphiste tous navires).
- Le certificat spécial d’opérateur radiotélégraphiste. (radiotélégraphiste de navires de plaisance et petits bateaux de pêche).
- Le certificat général d’opérateur radiotéléphonie maritime-fluvial (Radiotéléphonie tous navires).
- Le certificat restreint d’opérateur radiotéléphonie VHF maritime-fluvial (radiotéléphonie tous caboteurs).
- Le Certificat restreint de radiotéléphoniste du service mobile maritime (radiotéléphonie sur les navires de plaisance et sur les petits bateaux de pêche).

Puis les certificats SMDSM suivants :
- Le certificat restreint d'opérateur SMDSM (SRC) Short Range Certificate : pour tous les navires en Zone A1;
- Le certificat spécial d'opérateur SMDSM : dans toutes les zones pour les navires français de commerce inférieur à 500 UMS et les navires de pêche français de longueur inférieure à 45 mètres ;
- Le certificat général d'opérateur SMDSM (LRC) Long Range Certificate : tous les navires et toutes zones.

Puis les certificats suivants pour configurer, programmer, modifier, réparer une station de bord, il était nécessaire de posséder un des brevets suivants :

- Le brevet de radioélectronicien de première classe
- Le brevet de radioélectronicien de deuxième classe
- Le brevet de radioélectricien de première classe
- Le brevet de radioélectricien de deuxième classe
- Le CR1 SMDSM, certificat de radioélectronicien de première classe SMDSM

Tous les certificats délivrés après le 1er janvier 1978 doivent comporter au moins les renseignements suivants rédigés dans la langue nationale avec une traduction dans une langue de travail de l'Union internationale des télécommunications :
- nom, prénom(s) et date de naissance du titulaire ;
- titre du certificat et date à laquelle il a été délivré ;
- le cas échéant, numéro et durée de validité du certificat ;
- nom de l'administration qui a délivré le certificat.

Depuis la fermeture du service diplômes, ses fonctions sont reprises par : 
- l'Agence nationale des fréquences pour la plaisance en mer, sur les lacs, les fleuves et les rivières,
- la Direction de l'Aviation civile - DNA2 et l'Agence nationale des fréquences pour l'aéronautique.
- la direction des Affaires maritimes pour la marine marchande.
- Le Permis bateau plaisance permet[17] :
  - dans les eaux territoriales françaises de se servir d'un poste de transmission radioélectrique fonctionnant dans la gamme des ondes métriques 156 MHz à 162 MHz, avec une puissance de 25 W avec/ou sans l'appel sélectif numérique)
  - dans les eaux intérieures françaises de se servir d'un poste de transmission radioélectrique fonctionnant dans la gamme des ondes métriques 156 MHz à 162 MHz, avec une puissance recommandé de 1 W (et sans l'appel sélectif numérique sur le canal 70).

Dans les eaux territoriales françaises et uniquement dans les eaux intérieures françaises, l'utilisation des VHF portables de moins de 6W et sans ASN est autorisée sans certificat de radiotéléphoniste.